# 神戸海軍操練所

海軍操練所跡碑

神戸海軍操練所（こうべかいぐんそうれんじょ）は、江戸時代の元治元年（1864年）5月に、江戸幕府軍艦奉行の勝海舟の建言により幕府が神戸に設置した海軍士官養成機関、海軍工廠である。慶応元年（1865年）まで続いた。現在の神戸市中央区新港町周辺にあった。京橋筋南詰には神戸海軍操練所跡碑がある。本項では勝海舟の私塾「海軍塾」についても触れている。

## 概要
攘夷論の高揚と共に摂海（大阪湾）の防備が重要視され、文久3年（1863年）に幕府は兵庫や西宮に砲台の築造を決定。その指導を任された勝海舟は、同年4月（1863年6月）に14代将軍徳川家茂の大阪湾巡視に随行し、生田川河口（神戸村内）に上陸。家茂から直々に、この場所に海軍の操練局開設の許可を得た。
海舟は、従来の幕府や諸藩の垣根を越えた日本の「一大共有の海局」を作りあげるという壮大な構想を抱いていた。操練所の施設は、二ッ茶屋（ふたつぢゃや）村の網屋吉兵衛が築造した船たで場（虫害や腐食を防ぐため、船底を焼く施設）を利用し、翌文久4年（1864年）2月には外周の土手を除いて竣工した（この年、文久4年2月20日（1864年3月27日）元治に改元）。総坪数は1万7,137坪（約5.7ha）で、後にこの敷地を取り込んで外国人居留地が建設されることになる。1864年6月24日（元治1年5月21日）神戸海軍操練所がおかれる。
幕臣でありながら幕府の瓦解を予見していた海舟の元には、倒幕派の志士も多く集っていた。この操練所が神戸に出来て以後、漁村であった神戸は港町としての成長を見せ始めるようになる。それを見越していた海舟は、地元で自分の世話をしてくれた者に「今のうちに土地を買っておくがいい」と助言したところ、見事に地価が高騰し、その者は大きな利益をあげたというエピソードがある。
しかし、八月十八日の政変で失脚した長州藩が京都へ進攻した禁門の変の責を問われて海舟は軍艦奉行を罷免される（旧暦10月）。さらに土佐藩脱藩浪士や長州藩に同情的な意見を持つ生徒が多かったこの操練所は、幕府の機関でありながら反幕府的な色合いが濃いとして翌慶応元年3月9日（1865年）に閉鎖された。

### 私塾「海軍塾」との関係
幕府が設置した操練所と、その開所前に開講し、脱藩浪人らを集めた海舟個人の私塾「海軍塾」（神戸塾とも）は別物として考えねばならないという説が松浦玲や篠原宏といった研究者から出されている。

## 関係者
- 伊東祐亨：薩摩藩出身。後に初代連合艦隊司令長官となり、黄海海戦の指揮をとる。
- 北添佶摩：土佐藩出身。
- 佐藤政養：教授。海軍操練所の事実上のトップ。幕臣。[2]
- 坂本龍馬：海軍塾塾頭。[2]
- 陸奥宗光：後の外務大臣。
- 望月亀弥太：土佐藩出身。
- 近藤長次郎：土佐藩出身。